# La Sĩ Tín
La Sĩ Tín (chữ Hán: 罗士信, 600 – 11 tháng 4, 622) là tướng lãnh cuối đời Tùy đầu đời Đường trong lịch sử Trung Quốc. Ông là nguyên mẫu của nhân vật La Thành trong tiểu thuyết Thuyết Đường.

## Phục vụ nhà Tùy
Sĩ Tín là người Lịch Thành, Tề Châu . Tháng 3 năm Đại Nghiệp thứ 9 (613), sơn tặc ở núi Trường Bạch là bọn Vương Bạc, Tả Tài Tướng, Mạnh Nhượng đánh quận Tề, quan Thừa của quận là Trương Tu Đà soái binh đánh dẹp , Sĩ Tín mình ngắn nhưng mạnh tợn, xin tòng quân. Tu Đà nói: "Mày có vẻ không mặc nổi áo giáp, làm sao ra trận." Sĩ Tín giận, mặc 2 lần giáp, hai bên hông treo túi đựng cung tên, trèo lên ngựa rồi nhìn lại ; Tu Đà khen ngợi mà đồng ý. Sĩ Tín được tham gia trận đánh ở thượng du sông Duy Thủy; nghĩa quân mới bày trận xong, ông xông đến trước trận, đâm ngã mấy người, chém đầu 1 người, ném lên không trung, dùng sóc để đón lấy, cứ treo như thế mà lược trận. Nghĩa quân kinh sợ, không dám đến gần; Tu Đà nhân đó dẫn binh hăng hái tấn công, đại phá nghĩa quân. Sĩ Tín đuổi theo, mỗi khi giết địch, đều cắt mũi cho vào túi, đợi khi trở về, đem ra chứng minh để được thăng cấp. Tu Đà rất thán phục, tặng Sĩ Tín con ngựa của mình, giữ ông ở bên cạnh. Mỗi khi ra trận, Tu Đà xông lên trước, Sĩ Tín theo liền phía sau, xem đấy là thường. Tùy Dạng đế sai sứ an ủi họ, còn lệnh cho họa công vẽ lại cảnh ra trận của Tu Đà, Sĩ Tín, treo ở Nội sử tỉnh.
Năm thứ 10 (614), nghĩa quân của người Trác quận là Lư Minh Nguyệt đồn trú Chúc A, Trương Tu Đà đón đánh. Đôi bên giằng co hơn 10 ngày, quan quân hết lương, sắp lui; Tu Đà cho biết kẻ địch sẽ dốc toàn quân đuổi theo, muốn lấy ngàn người tập kích doanh trại của chúng, hỏi các tướng sĩ ai dám đi. Mọi người không đáp, chỉ có Sĩ Tín và Tần Thúc Bảo xin đi. Sau đó Tu Đà rút quân, sai 2 người chia nhau ngàn binh, mai phục trong cỏ lau. Quả nhiên Lư Minh Nguyệt dốc toàn quân đuổi theo, còn Sĩ Tín và Thúc Bảo lẻn đến sách của nghĩa quân. Cửa sách đóng, hai người treo vào lầu canh, giết chết mấy người, khiến doanh trại nghĩa quân rối loạn, rồi chặt cửa đón quan quân tiến vào. Hai người đốt cháy hơn 30 sách, khói lửa ngút trời, Lư Minh Nguyệt chạy về, bị Tu Đà quay lại đánh cho đại bại. Lư Minh Nguyệt đem vài trăm kỵ binh chạy thoát, nghĩa quân bị bắt, bị giết không đếm xuể.

## Lang bạt thời loạn
Năm thứ 12 (616), Trương Tu Đà giao chiến với nghĩa quân Ngõa Cương, trúng kế của Lý Mật mà tử trận; Sĩ Tín theo về dưới trướng Hà Nam đạo Thảo bộ đại sứ Bùi Nhân Cơ.
Năm thứ 13 (617), Sĩ Tín lại theo Nhân Cơ quy hàng Lý Mật, được thự chức Tổng quản, chỉ huy quân bản bộ tham gia giao chiến với Vương Thế Sung. Sĩ Tín thua trận, thúc ngựa vọt đi, mình trúng mấy mũi tên, mới bị Thế Sung bắt được. Thế Sung biết Sĩ Tín kiêu dũng, đối đãi trọng hậu, mời cùng ăn ngủ. Đến khi Thế Sung đại thắng Lý Mật, thu hàng bọn Bỉnh Nguyên Chân, đều bái làm tướng, dần dần xa lánh Sĩ Tín, mà ông cũng lấy làm xấu hổ vì ở cùng đội ngũ với họ.
Tháng 7 ÂL năm Vũ Đức thứ 2 (619), Thế Sung sai Sĩ Tín đánh Cốc Châu. Trước đó, Sĩ Tín có con tuấn mã, bị con của anh Thế Sung là Triệu vương Vương Đạo Tuân nhìn trúng, ông không cho; Thế Sung bèn đoạt lấy mà thưởng cho hắn ta, khiến ông giận. Đến nay Sĩ Tín thừa cơ đem hơn ngàn bộ hạ quy hàng nhà Đường. Đường Cao Tổ nghe tin Sĩ Tín đến thì rất vui, sai sứ đón tiếp, thưởng 5000 tấm lụa, cấp lương thực cho bộ hạ của ông, lấy Sĩ Tín làm Thiểm Châu đạo Hành quân tổng quản.

## Phục vụ nhà Đường
Tháng 10 ÂL năm ấy, Sĩ Tín soái dũng sĩ nhân đêm tối lẻn vào quách của thành Lạc Dương, thiêu rụi làng Thanh Hóa rồi về. Tiếp đó Sĩ Tín nhổ được bảo Thanh Thành. Tháng 4 ÂL năm thứ 3 (620), Sĩ Tín vây Từ Giản, Thế Sung sai thái tử Vương Huyền Ứng đi cứu, bị ông đâm ngã xuống ngựa, được người cứu nên thoát được.
Tháng 7 ÂL, đại quân Đường tiến đến Lạc Dương, Sĩ Tín được nắm tiền phong, lại vây Từ Giản, quân Vương Trịnh bèn từ bỏ việc đồn thú ở đấy. Tháng 10 ÂL, Sĩ Tín nhổ được bảo Giáp Thạch, tiếp đó vây bảo Thiên Kim. Trong bảo Thiên Kim có kẻ mắng mỏ, Sĩ Tín giận, trong đêm sai hơn trăm người ẵm vài mươi đứa trẻ đến dưới bảo, khiến bọn trẻ kêu to, vờ nói: "Từ Đông đô theo về với La tổng quản." Lại nói với nhau rằng: "Đây là bảo Thiên Kim đấy, bọn ta lầm rồi." Rồi lập tức bỏ đi. Người trong bảo cho rằng Sĩ Tín đã đi rồi, còn đây là những kẻ bỏ trốn khỏi Lạc Dương, bèn xuất binh đuổi theo. Sĩ Tín phục binh ở bên đường, đợi họ mở cửa thì xông vào, giết sạch cả bảo.
Năm sau (621), quân Đường chiếm được Lạc Dương, Sĩ Tín được thụ chức Giáng Châu tổng quản, phong tước Đàm quốc công.
Năm thứ 5 (622), Sĩ Tín theo Tần vương Lý Thế Dân đánh dẹp Lưu Hắc Thát. Tháng 2 ÂL, quân Đường chiếm được 1 thành ở thượng du sông Minh Thủy, Tần vương sai Vương Quân Khuếch đồn thú ở đấy. Lưu Hắc Thát đánh thành rất gấp, bốn mặt ngoài thành đều có nước, chỗ rộng được hơn 50 bộ; Hắc Thát ở mặt đông bắc đắp 2 con đường đất để tấn công, Tần vương 3 lần dẫn binh đi cứu, đều bị Hắc Thát đẩy lui. Tần vương sợ Quân Khuếch không thể giữ, hội chư tướng bàn mưu, Sĩ Tín xin thay Quân Khuếch giữ thành. Sau đó Tần vương lên chỗ cao ở mặt tây nam của thành, vẫy cờ gọi Quân Khuếch; ông ta bèn soái bộ hạ dốc sức phá vây chạy ra, còn Sĩ Tín đem hơn 200 người thừa cơ chạy vào. Hắc Thát đêm ngày đánh gấp, gặp trời đổ tuyết lớn, cứu binh Đường không thể đến, được 8 ngày, tức ngày Đinh sửu (ngày 11 tháng 4 năm 622), thành mất. Hắc Thát nghe về sự dũng cảm của Sĩ Tín, muốn khuyên hàng, nhưng thấy lời lẽ và sắc mặt của ông đều bất khuất, bèn giết chết.

## Hậu sự
Tần vương thương tiếc, chuộc thây của Sĩ Tín để an táng, đặt thụy là Dũng. Khi xưa Sĩ Tín được Bùi Nhân Cơ trọng đãi, vào lúc quân Đường chiếm được Lạc Dương, ông bèn lấy tiền riêng để thu nhặt thây của ông ta, chôn ở núi Bắc Mang, còn nói: "Sau khi tôi chết, sẽ chôn ở bên mộ này." Đến nay quả nhiên Sĩ Tín được người ta chôn ở bên cạnh mộ của Bùi Nhân Cơ.

## Nghi vấn về tuổi thọ
Cựu thư và Thông giám chép Sĩ Tín hưởng thọ 20 tuổi, Tân thư chép ông hưởng thọ 28 tuổi. Tất cả đều không phù hợp với chi tiết Sĩ Tín tham gia đánh dẹp nghĩa quân của Vương Bạc vào năm 14 tuổi, vốn đã được mọi sử liệu ghi chép nhất quán.

## Tính cách
Sĩ Tín ra trận thì làm tiên phong, rút lui thì chặn hậu, giành được lợi ích gì, đều chia hết cho bộ hạ có công, đôi khi cởi áo tháo ngựa ban thưởng, bởi vậy sĩ tốt ra sức vì ông. Nhưng Sĩ Tín giữ nghiêm quân pháp, người thân đến mấy cũng không được tha, nên bộ hạ không dám khinh nhờn.

## Hình tượng văn hóa
Trong các tiểu thuyết Tùy sử di văn (của soạn giả Viên Vu Lệnh cuối đời Minh), Tùy Đường diễn nghĩa (của soạn giả Chử Nhân Hoạch đời Thanh, cải biên Tùy sử di văn), sự tích về La Sĩ Tín cơ bản tương đồng với chánh sử, trừ việc miêu tả hình tượng của ông trở nên khiếm khuyết trí tuệ nhưng có thừa sức mạnh, và thêm các tình tiết: kết nghĩa từ sớm với Tần Thúc Bảo, về sau bảo vệ mẹ của Thúc Bảo trở lại Sơn Đông.
Trong tiểu thuyết Đại Đường Tần vương từ thoại (của soạn giả Đạm Phố chủ nhân Chư Thánh Lân thời Vạn Lịch nhà Minh), ở hồi 36, nhân vật La Sĩ Tín tự xưng "La Thành, tự Sĩ Tín." Tiểu thuyết Thuyết Đường (khuyết danh, đời Thanh) thay thế nhân vật La Sĩ Tín bằng nhân vật hư cấu La Thành. La Thành là con La Nghệ và là em họ bên ngoại của Tần Thúc Bảo; tương tự La Sĩ Tín, La Thành cũng gia nhập nghĩa quân Ngõa Cương, quy hàng Vương Thế Sung rồi về với nhà Đường, cuối cùng tử trận khi đánh dẹp Lưu Hắc Thát, hưởng thọ 23 tuổi.